# Palomera (ort)
Palomera är en ort i Spanien.   Den ligger i provinsen Provincia de Cuenca och regionen Kastilien-La Mancha, i den centrala delen av landet, 150 km öster om huvudstaden Madrid. Palomera ligger 1 072 meter över havet och antalet invånare är 192.
Terrängen runt Palomera är kuperad åt nordväst, men åt sydost är den platt. Runt Palomera är det ganska glesbefolkat, med 35 invånare per kvadratkilometer. Närmaste större samhälle är Cuenca, 7,1 km väster om Palomera. 